# 강인형 (정치인)
강인형(1946년 8월 16일 ~ )은 대한민국의 정치인이다. 제44·45·46대 순창군수를 역임했다.

## 학력
- 풍산국민학교 (졸업)
- 순창중학교 (졸업)
- 용산고등학교 (부설 방송통신고등학교 / 졸업)
- 한국방송통신대학교 행정학과 (학사)
- 전주대학교 대학원 (경영학 / 석사·박사)

## 역대 선거 결과
|  | 43.90% |

|  | 72.59% |

|  | 57.89% |

|  | 41.89% |